# Uche Elendu
Uche Elendu (nacida el 14 de julio de 1986) es una actriz, cantante y emprendedora nigeriana. Fue descrita como uno de los rostros más consistentes de Nollywood desde su debut en 2001 hasta 2010, cuando dejó la industria cinematográfica nigeriana. Según una publicación de Vanguard, ha participado en más de 200 películas.

## Biografía
Elendu nació en el estado de Abia, área predominantemente ocupada por el pueblo igbo de Nigeria. Es la primera hija de sus padres y tiene tres hermanos menores, todos varones. Su padre es un funcionario jubilado y empresario, mientras que su madre es profesora. Se graduó como licenciada en Relaciones Internacionales de la Universidad Estatal de Imo.

## Carrera
Debutó en 2001 en la película Fear of the Unknown. Debido al matrimonio tomó un largo descanso que estancó su carrera como actriz. En 2015 consiguió el papel principal en Ada Mbano. Esta película reactivó su carrera en Nollywood.
En entrevista con The Sun habló sobre sus inútiles luchas por regresar a la industria cinematográfica tras su descanso como actriz. Explicó además el papel fundamental de la película Ada Mbano y el efecto positivo que tuvo en su carrera. En la entrevista lo resumió diciendo “La película que me lanzó de regreso fue Ada Mbano".

## Vida personal
Estuvo casada con Walter Ogochukwu Igweanyimba, con quien tuvo dos hijas. Ha hablado públicamente sobre la endometriosis, una dolencia que le fue diagnosticada.

## Filmografía seleccionada
- Nigerian Girls (2009)
- The Rain Makers (2009)
- Twilight SIsters (2009)
- Angelic Bride (2008)
- Bottom Of My Heart (2008)
- Don’t Wanna Be A Player (2008)
- Give It Up (2008)
- Yankee Girls (2008)
- Beyond The Verdict (2007)
- Johnbull & Rosekate (2007)
- Lost In The Jungle (2007)
- Missing Rib (2007)
- Most Wanted Bachelor (2007)
- Mountains Of Evil (2007)
- Old Testament (2007)
- Before Ordination (2007)
- Brain Wash (2007)
- Chicken Madness (2006)
- Holy Cross (2006)
- Return Of The Ghost (2006)
- Occultic Battle (2005)
- Omaliko (2005)
- Security Risk (2005)
- To Love And Live Again (2005)
- Woman On Top (2005)